# Thrips herricki
Thrips herricki är en insektsart som beskrevs av Bagnall 1926. Thrips herricki ingår i släktet Thrips och familjen smaltripsar. Inga underarter finns listade i Catalogue of Life.